# Stones Grow Her Name
Albums de Sonata Arctica
The Days Of Grays
(2009) Pariah's Child
(2014)
Stones Grow Her Name est le septième album studio du groupe finlandais Sonata Arctica. L’album est sorti le 18 mai 2012 en Europe sous le label Nuclear Blast Records.
Le troisième titre de l'album, Losing my insanity est une reprise d’un morceau déjà écrit par Tony Kakko pour le vainqueur de l’émission de télévision suédoise Idol, Ari Koivunen,.
Shitload Of Money, le deuxième titre de l’album, n’était pas terminé au moment de la première écoute dédiée à la presse. Les journalistes se sont vus proposer d’enregistrer des « Heys » qui pourront être entendus sur la conclusion de l’album.
L'album a d'autre part été récompensé par un disque d'or en Finlande le 27 septembre 2012.

## Composition
- Tony Kakko − Chant / Claviers secondaires
- Elias Viljanen − Guitare
- Marko Paasikoski − Basse
- Henrik Klingenberg − Claviers
- Tommy Portimo − Batterie

## Liste des morceaux
1. Only The Broken Hearts (Make You Beautiful)
2. Shitload Of Money
3. Losing My Insanity
4. Somewhere Close To You
5. I Have A Right
6. Alone In Heaven
7. The Day
8. Cinderblox
9. Don’t Be Mean
10. Wildfire, Part:II - One With The Mountain
11. Wildfire, Part:III - wildfire Town, Population: 0
12. Tonight I Dance Alone (Limited Edition Bonus Track)[5]
13. One-Two-Free-Fall (Japan Bonus Track)

## Liens Externes
Track by track traduit en Français sur sonataarctica.fr